# Astragalus hoffmeisteri
Astragalus hoffmeisteri är en ärtväxtart som först beskrevs av Johann Friedrich Klotzsch, och fick sitt nu gällande namn av Syed Irtifaq Ali. Astragalus hoffmeisteri ingår i släktet vedlar, och familjen ärtväxter. Utöver nominatformen finns också underarten A. h. hoffmeisteri.